# Одоевский, Иван Сергеевич
Ива́н Серге́евич Одо́евский (1769 — 6 (18) апреля 1839) — князь, генерал-майор из рода Одоевских, служивший в русской императорской армии во время наполеоновских войн.

## Биография
Родился в 1769 году. Отец — князь Сергей Иванович Одоевский (1743—1811), сын сенатора князя Ивана Васильевича. Мать — Елизавета Алексеевна (11.04.1743—30.07.1808), дочь князя Алексея Яковлевича Львова (?—1743), стольника царицы Прасковьи Фёдоровны (1687) и Аграфены Фёдоровны Львовой.
Один из братьев — Фёдор Сергеевич (1771—1808) — статский советник. Начал службу в гвардии и в 1790 году был флигель-адъютантом князя Потёмкина. Затем перешёл на гражданскую службу и с 1798 года был директором Московского Ассигнационного банка. Его единственный сын — Владимир Фёдорович Одоевский.
Со 2 (13) февраля 1776 года был записан в службу в лейб-гвардии Преображенский полк фурьером; 1 (12) января 1779 года переведён сержантом в лейб-гвардии Семёновский полк. Спустя 10 лет начал действительную службу: в звании капитана 10 (21) февраля 1789 года был назначен флигель-адъютантом к генерал-фельдмаршалу князю Потёмкину-Таврическому. Под его командованием принимал участие в турецкой войне во время взятия города Килии и крепости Измаил, за которую получил крест.
В феврале 1792 года был произведён в подполковники и определён в Украинский легкоконный полк. Принимал участие во всей польской кампании (1792—1794), под предводительством генерал-поручика барона Ферзена. В 1793 году перевёлся в Софийский карабинерный полк и в следующем году участвовал в сражении у Кобрина и Брест-Литовска, под предводительством генерал-фельдмаршала Александра Суворова; был награждён золотой шпагой «За храбрость».
Был произведён 30 мая (10 июня)  1797 года в полковники Софийского карабинерного полка; с 4 (15) февраля 1799 года — генерал-майор драгунского своего имени полка; в 1799—1800 годах — шеф Сибирского драгунского полка. В 1800 году вышел в отставку, но уже в сентябре следующего года вновь принят на службу и в феврале 1803 года был назначен шефом Ингерманландского драгунского полка. Был в походе в Галицию (1805). Очередной раз 23 апреля (5 мая)  1806 года оставил службу, но в августе того же года опять принят на службу и назначен шефом Нежинского драгунского полка, которым числился до 5 (17) апреля 1809 года, когда вновь вышел в отставку; был в 1809 году в Шведском походе.
Вторжение Наполеона вынудило Одоевского снова поступить на службу: 31 июля 1812 года он был назначен шефом 2-го пехотного полка московского ополчения, с которым сражался при Бородино, под Малоярославцем, Вязьмой и Красным. Принял участие в заграничном походе русской армии. В 1815 году окончательно вышел в отставку.
Умер 6 (18) апреля 1839 года.

## Семья
1-я супруга — Прасковья Александровна Одоевская (1769 — 9.10.1820) — двоюродная сестра Ивана Сергеевича, дочь Александра Ивановича (1738—1797) и Марии Фёдоровны Вадковской (1751—1786).
Сын — Александр Одоевский (1802—1839) — поэт, декабрист.
2-я супруга — Мария Степановна Грекова (с 15 (27) июня 1823 года).
Дети от второго брака:
- Софья (28.01.1828—?), в замужестве Маслова, её сыну Николаю Высочайшим указом от 30 июня 1878 дозволено присоединить к своей фамилии и гербу фамилию, герб и титул угасшего рода князей Одоевских и именоваться князем Одоевским-Масловым[1]
- Сергей (18.12.1828—?)
- Николай (25.07.1830—1845)
- Мария (14.11.1833—13.07.1866), в замужестве Григорьева
- Нина (05.04.1836 — ?), в замужестве Новикова.